# Владимиро Акоста
Владими́ро Ако́ста (ісп. Vladimiro Acosta, 23 червня 1900 року, Одеса, Російська імперія (нині Україна) — 11 липня 1967 року, Буенос-Айрес, Аргентина) — аргентинський архітектор українського походження, який працював над взаємозв'язком архітектури та клімату.

## Біографія
Владимиро Акоста народився 23 червня 1900 року в Одесі, його справжнє ім'я було Володимир Костянтиновський. Втікаючи від російської революції 1917 року, він емігрував до Риму в 1919 році, поїхав працювати в майстерню Марчелло П'яцентіні і став архітектором. У 1922 році Владимиро переїхав до Берліна. Там він вивчав інженерію та дізнався про роботу Вальтера Гропіуса, що суттєво вплине на його подальшу роботу. В 1928 році емігрував до Буенос-Айреса. Саме там він виконав основну роботу, близьку до раціоналістичних течій, і зосередив увагу на взаємозв'язку архітектури та клімату. Архітектор розробив та експериментував із системою «Геліос» на основі системи терас та козирків.
Останні роки життя він присвятив викладанню. Владимиро Акоста був професором архітектурного дизайну в університеті Буенос-Айреса, і читав лекції в Гарвардському та Корнельському університетах.
Акоста видав дві книги: «Проблеми сучасної архітектури» та «Житло і клімат», остання опублікована посмертно. У них він аналізує свої роботи та розкриває основи системи Геліоса .
Владимиро Акоста помер у 1967 році через раптовий церебральний тромбоз.

## СистемаГеліоса
Починаючи з 1932 р., Акоста розробив систему кліматичного контролю. Вона складається із створення серії переважно північних терас, захищених від сонця перголами або козирками. Кімнати будинку були захищені від сонця влітку (коли сонце вище) і отримували світло і сонячне тепло взимку (коли шлях сонця нижчий). У системі Геліоса отвори робили на північ або північний схід. Орієнтації з більшою кількістю сонячного світла захищалися навісами, створюючи більш прохолодну повітряну масу і уникаючи накопичення тепла на стінах. Завдяки цим методам створювалась «теплова аура» або «приватний клімат» навколо будинку .

## Робота
Більшу частину діяльності він провів в Аргентині протягом 1930-х та 1940-х років, створюючи проєкти будинків для однієї сім'ї.

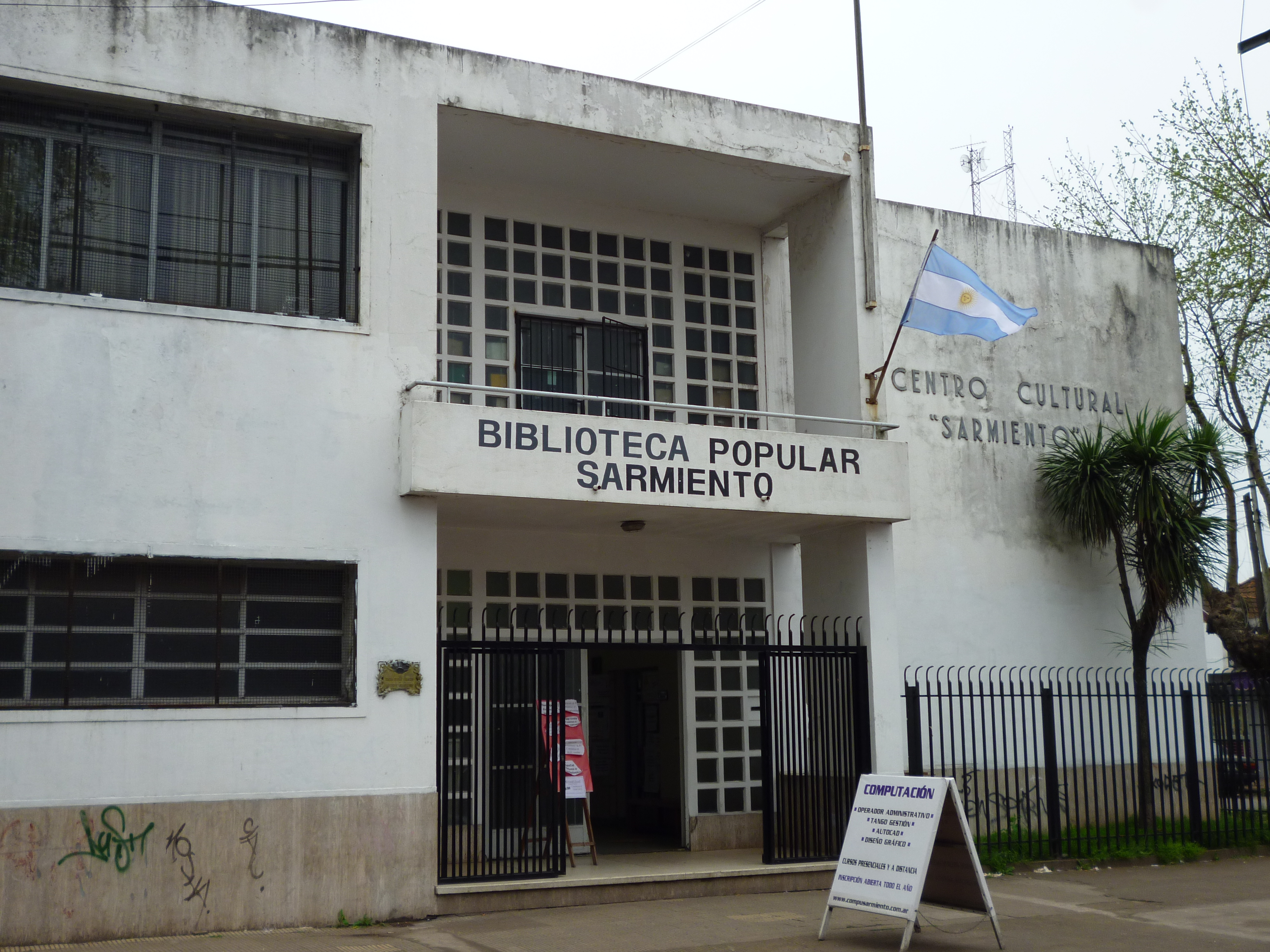
Культурний центр Сарм'єнто
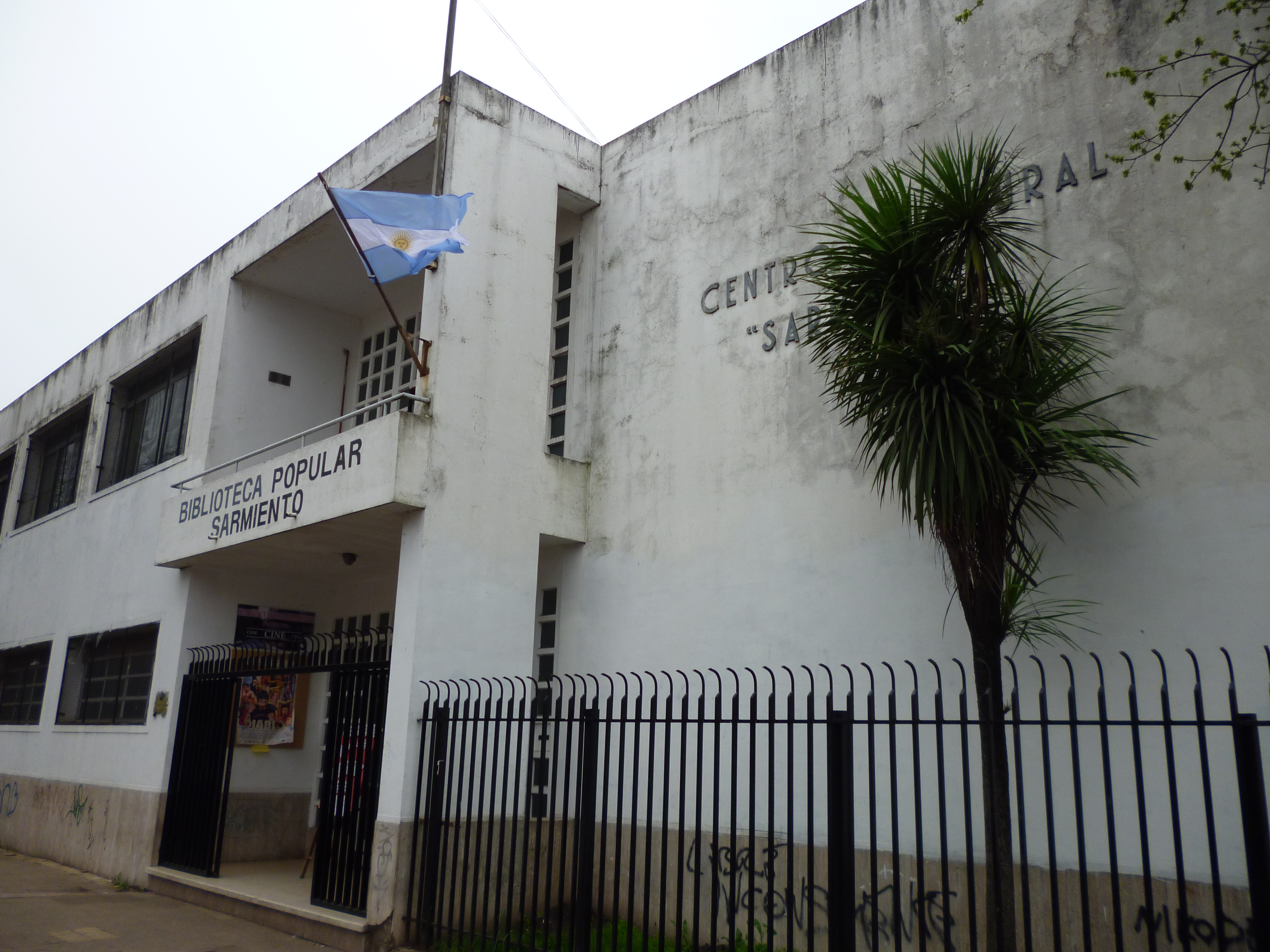
Культурний центр Сарм'єнто
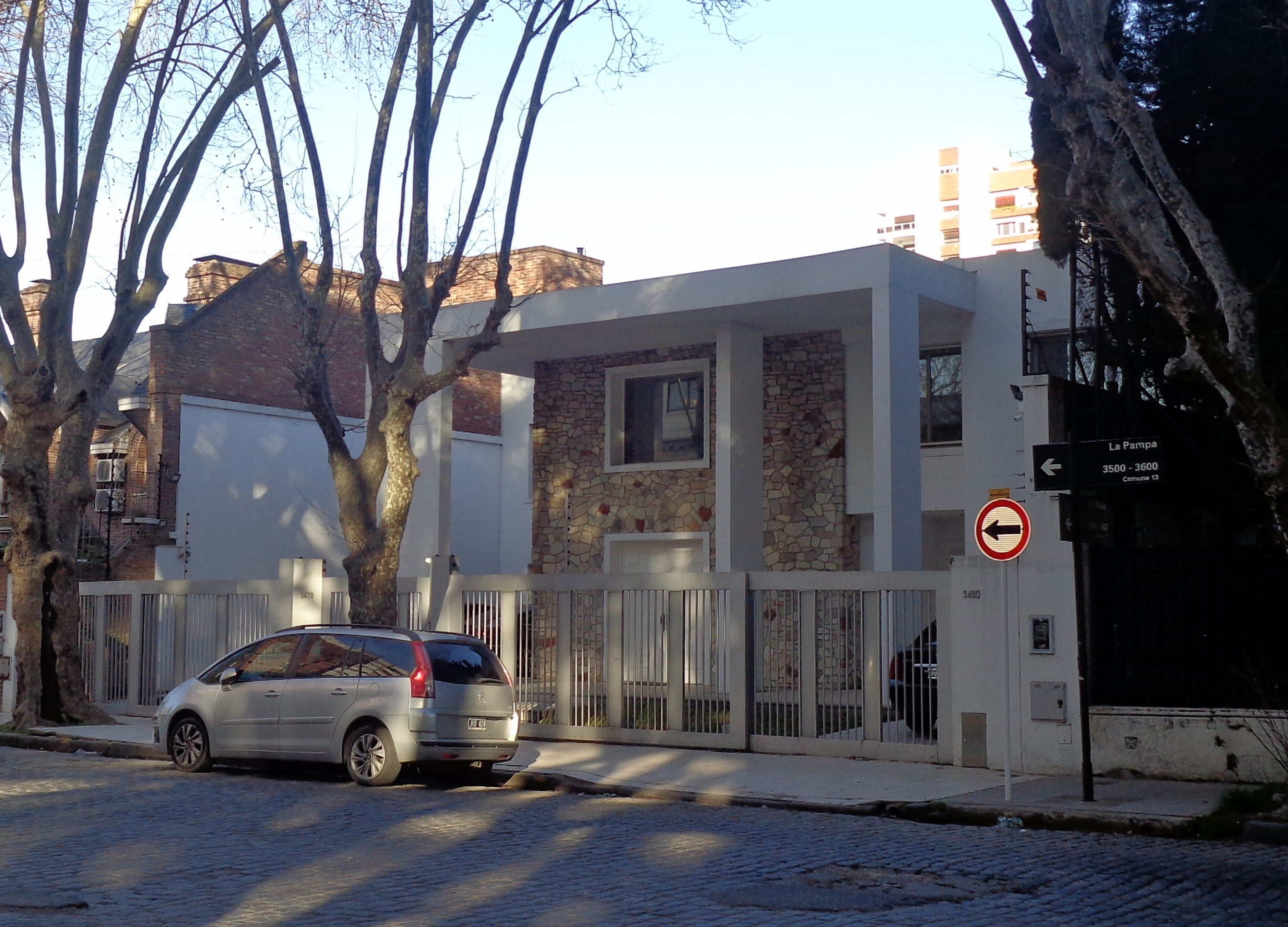
Будинок по вул. Ла-Пампа 3470, Буенос-Айрес

- Casa Pillado, (Баїя-Бланка) (1936)
- Edificio del Centro Cultural Sarmiento (Флоренсіо-Варела) (1939)
- Casa Stern, м. Рамос-Мехія (1939)
- Casa Miramontes, м. Ла-Фальда (1940)
- Casa м. Пунта-дель-Есте (1940)
- Casa м. Кастелар (1944)
- Edificio de departamentos по вул. Фігероа Алькорта і Тагле, Буенос-Айрес (1942)
- Edificio Nicolás Repetto de El Hogar Obrero (1941)
- Instituto Pedagógico у Каракасі (Венесуела) (1947)
- Residencia Giardino, Буенос-Айрес (1950)
- Residencia Levinton, Буенос-Айрес (1952)
- Hospital Provincial Dr. Emilio Mira y López у Санта-Фе, Leprosario (нині Hospital Protomédico Manuel Rodríguez) en Recreo, Colonia de Alienados (нині Colonia Psiquiátrica Dr. Abelardo Irigoyen Freire) в м. Оліверос (провінція Санта-Фе) (1938-1942)
- Unidad Vecinal de la Isla Maciel, Авельянеда (1967)
- Casa по вул. Ла-Пампа 3470, Буенос-Айрес